# 相模鉄道の蒸気機関車
相模鉄道の蒸気機関車（さがみてつどうのじょうききかんしゃ）は現在の東日本旅客鉄道（JR東日本）相模線を開業した相模鉄道（相鉄）、及び同社神中線となった現在の相鉄本線に相当する路線を開業し、後に同社に合併された神中鉄道（1919年までは神中軌道）で使用された蒸気機関車の一覧である。
なお、本項に於いて相模鉄道の表記は、1943年4月の相模鉄道・神中鉄道合併以前は「相模鉄道」または「相模」、以降は「相鉄」とする。

## 相模鉄道
相模鉄道・神中鉄道合併後の神中線に導入されたものも含む。

### 100形
1920年に鉄道省から払い下げを受けた軸配置2Bのテンダー機関車5100形5100・5101で、元は1873年英キットソン（en:Kitson & Co.）製の鉄道院19（後に18）・20である。鉄道省時代の番号から千位の5を取った100・101の2両が在籍した。翌1921年の相模線開業を前に建設作業にも使用されていた。1927年の3300形導入により余剰となり、100は加悦鉄道に譲渡された。101は相鉄に車籍が引き継がれた後、1950年に廃車された。相鉄史上唯一のテンダー機関車であった。

### 1形（相模鉄道）
1924年・1926年にそれぞれ2両が汽車製造（汽車会社）で製造された軸配置Cのタンク機関車で、1 - 4の4両が在籍。1944年6月の相模線買収により鉄道省に編入され、1355形1355 - 1358となった。

### 3300形
1927年に鉄道省から払い下げを受けた軸配置1C1のタンク機関車3300形3300・3301・3306・3319で、鉄道省時代と同番号の4両が在籍した。製造は米ボールドウィンで、3300・3301・3306は1890年製の山陽鉄道からの引継車、3319は1896年製の九州鉄道からの引継車である。1932年から翌1933年にかけて廃車された。

### 10形（相模鉄道）
1941年に鉄道省から払い下げを受けた軸配置1B1のタンク機関車870形874を11としたもの。また、相模・神中合併直後の1943年6月には同形の872の払い下げを受け、12として神中線に投入された。いずれも1897年英ナスミス・ウィルソン製。
相模線の11は買収時に鉄道省に編入されたが、番号は仮番号の138となった。神中線の12はそのまま相鉄に残り、1951年に廃車された。

### 20形・C12形
1942年（昭和17年）に日本車輌製造で製造された軸配置1C1の過熱式タンク機関車で、鉄道省C12形の私鉄向け供給車の一つである。21・22の2両が在籍した。相模線買収時に鉄道省に編入され、C12形の274・275号機となった。
- 21：1942年・日本車輛製造（製造番号1070） → C12 274
- 22：1942年・日本車輛製造（製造番号1071） → C12 275

また、相模線買収直後の1944年9月には鉄道省籍のC12形56号機の払い下げを受け、鉄道省時代と同番号のまま神中線で使用された。同車は1950年（昭和25年）に茨城交通に譲渡されている。

### C10形
1941年本江機械製作所（後の立山重工業）製の軸配置1C1 自重36t級の飽和式タンク機関車である。
元は横須賀海軍施設部の発注で海軍厚木基地（現在の米軍厚木基地）専用線にて入れ換え用として使用された機関車である。メーカー形式を乙1C1 30といい、原設計は車両統制会の規格設計による762mm軌間向け30t級機であった。
これは元来、朝鮮の平安北道（現在は慈江道へ分割）に所在した江界水力電気専用鉄道向けに1940年から1944年にかけて合計9両が製作・納入された762mm軌間の機関車を原型としており、さらにその設計のルーツは、朝鮮鉄道黄海線向けとして日本国内の有力機関車メーカーを総動員して製作された一連の762mm軌間向け1C1飽和式タンク機関車に由来する。
本形式は、立山重工業にとって創業以来小型機関車の大口顧客であった海軍省からの緊急の1,067mm軌間向け機関車発注に対し、江界水力電気向け仕掛かり品の設計を若干手直しして応じたものである。この製造経緯から、本形式は煙管長を車体サイズの許す範囲で最大限大きくとるために煙室を前へ突き出し、シリンダブロックを煙突中心よりも大きく後ろにオフセットしたレイアウトや、直径810mmとこのクラスの機関車としては極端に小径の動輪、台枠上部を継ぎ足して嵩上げしたために異様に腰高のプロポーションなど、1,067mm軌間用機関車としては非常にアンバランスな形状となっている。
なお、本形式と同じく762mm軌間用の乙1C1 30形を1,067mm軌間向けに手直しして納品した例としては、東芝網干工場専用線（後の北沢産業網干鉄道）向けNo.7が存在し、これは本形式とほぼ同じ設計となっている。
終戦により一旦は建設省（現・国土交通省）所管のC5010号になっていたものを相模鉄道が1946年に借り入れ、1948年に正式に払い下げを受けた。
建設省への移管は、海軍施設部が戦後、運輸省運輸本部の管轄下に移管され、その後建設省地方建設局へ再移管・整理された経緯によるものと考えられている。
本形式はNo.10の1両のみが在籍したが、譲受翌年の1949年には休車となり、翌1950年に東洋埠頭に譲渡された。なお、鉄道省の同形式車との関係はない。

## 神中鉄道

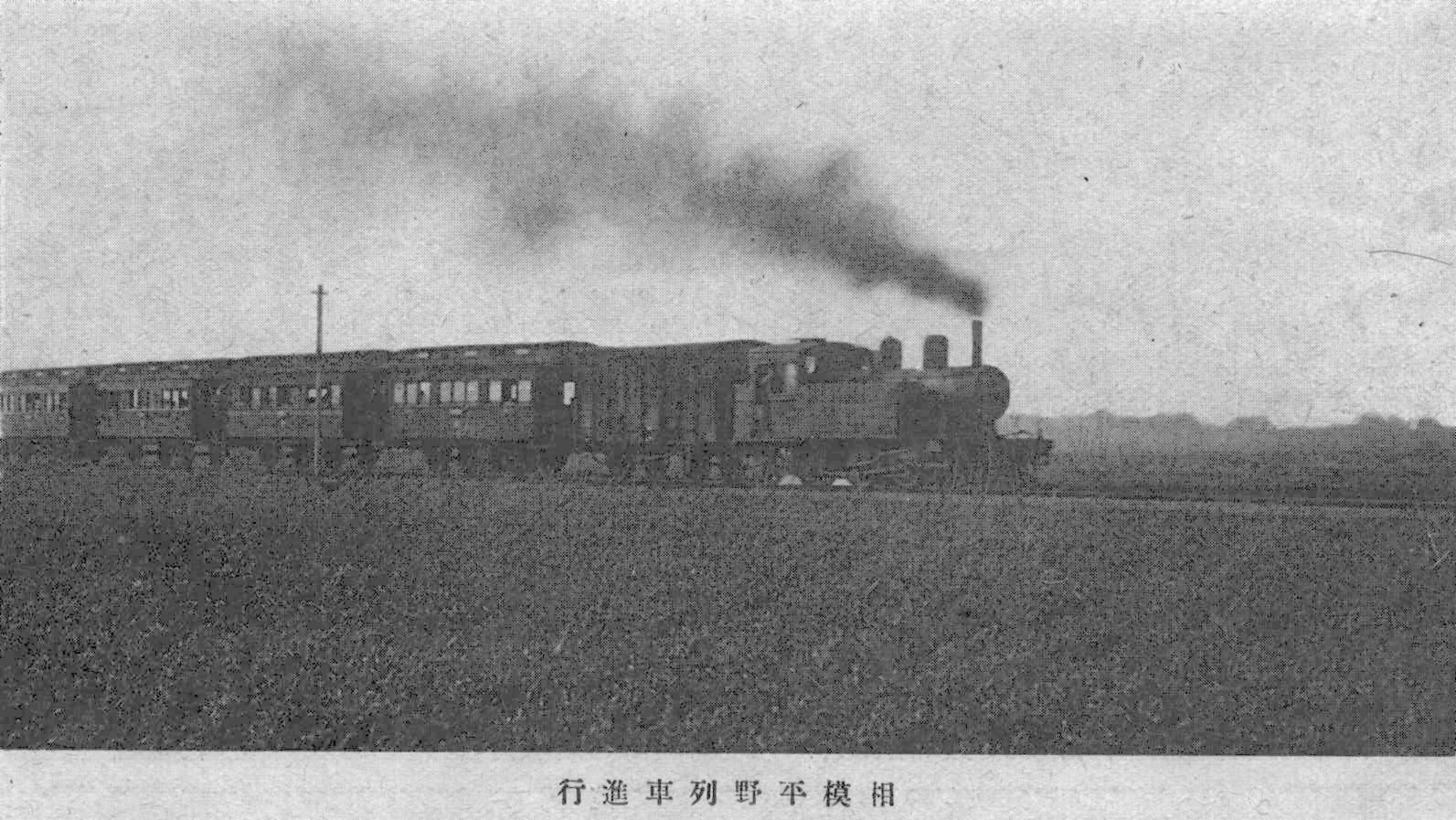
相模平野を走る神中鉄道の汽車（1927年頃）

相模・神中合併後に神中線に導入されたものは#相模鉄道を参照。

### 1形（神中鉄道）
1920年米ポーター製の軸配置Dのタンク機関車で、1・2の2両が在籍した。日本国内では数少ないD形タンク機関車で、1926年の開業・3形増備以降は貨物用として使用された。相模・神中合併による相鉄発足で旧相模1形の続番の5・6に改番されている。
1950年の貨物線電化により余剰となり、翌1951年に廃車された。

### 3形

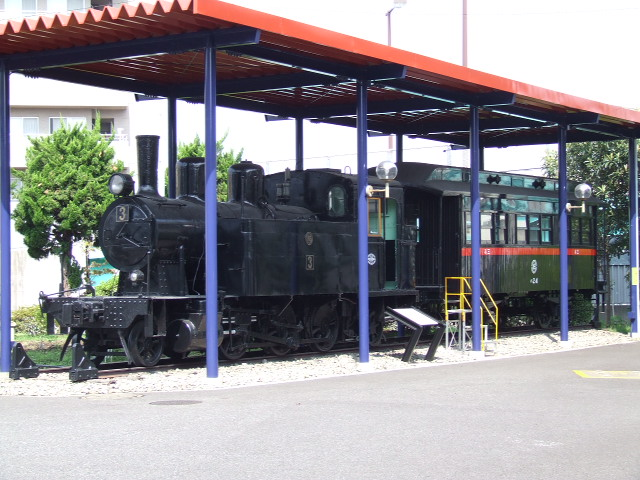
神中鉄道3形蒸気機関車

1926年に汽車会社で製造された軸配置1C1のタンク機関車（製造番号884, 885）で、3・4の2両が在籍した。貨物用の1形に対し旅客用に使用された。相模・神中合併による相鉄発足で7・8に改番されている。同形機に南武鉄道の2（製造番号886）があり、こちらは戦時買収によって国有鉄道3255形となっている。
1949年に7が鉄道車両工業に売却され、同社から磐南臨海鉄道（後の江名鉄道）に譲渡され、相鉄時代と同番号の7となった。8は1951年に5・6・12とともに廃車された。
江名鉄道では小名浜臨港鉄道（現・福島臨海鉄道）に業務を委託をする関係上、7も同社に譲渡されC358となった。1966年の無煙化により廃車となったが相鉄での保存が決定し、翌1967年のかしわ台工機所（現・かしわ台車両センター）開業に合わせ3号機に復元の上保存された。現在は別府鉄道から譲受した神中鉄道の二軸客車ハ24とペアで、モニ2005・モハ6001・モハ6021・ED11・トフ400とともに同所で静態保存されている。

### 10形（神中鉄道）
1929年に豊川鉄道の5号機を譲受したもので、元は1922年独コッペル製の軸配置Cのタンク機関車で、鳳来寺鉄道2号機。10の1両のみ在籍し、旅客用に使用されたが、1937年に日本化成工業黒崎工場（現・三菱化学黒崎事業所）に譲渡された。